# Ben O'Connor
Ben Alexander O'Connor (Perth, 25 de noviembre de 1995) es un ciclista australiano, miembro del equipo Team Jayco AlUla.

## Biografía

### Inicios en Australia
Comenzó su carrera internacional en 2015 con el equipo continental australiano Navitas Satalyst Racing. El año siguiente, se destacó en el pelotón profesional dentro del equipo Avanti IsoWhey Sports, con quien ganó la general de New Zealand Cycle Classic y terminó tercero en la clasificación general del Tour de Taiwán y el Tour de Savoya Mont-Blanc. Estos resultados le permiten llamar la atención de algunos equipos del World Tour. En octubre de 2016, formalizó su unión al equipo sudafricano Dimension Data para la siguiente temporada.

### 2017-2020: Dimension Data/NTT
En 2017, a menudo se limita a un papel de gregario para el equipo, y rara vez se le permite jugar su opción personal. Únicamente se le ofrece correr con el rol de líder en el Vuelta a Austria. Durante la quinta etapa, de más de 200 kilómetros, se escapa en solitario la primera victoria en Europa de su carrera. Esta victoria de etapa le permite volver la pelea por la clasificación general, terminando finalmente en el quinto lugar.
Continúa creciendo en 2018. Después de un undécimo lugar en la Volta a Cataluña, se perfila como uno de los hombres fuertes de Dimension Data. En el Tour de los Alpes, logró luchar con los mejores durante la tercera etapa para formar parte de un pequeño grupo al frente de la carrera. Cerca de la meta, aprovechó el marcaje entre los favoritos para escaparse en solitario y lograr una nueva y prometedora victoria en solitario. Terminó séptimo en la clasificación general y mejor joven de la carrera. Siguió con su primera gran vuelta, el Giro de Italia, que tuvo que abandonar tras una caída (fractura de clavícula) durante la decimonovena etapa cuando ocupaba el puesto 12.º de la clasificación general. Al final de la temporada, terminó décimo en el Trofeo Matteotti.
Como todo su equipo, apenas obtuvo resultados durante la temporada 2019. Sin embargo, se distinguió durante el Vuelta a Austria, sólo por delante de Ben Hermans en la cuarta etapa y ocupando el sexto lugar en la general. En la Vuelta a España consiguió dos tops 15, 13.º de la undécima etapa y 6.º de la decimoquinta etapa.
En la temporada 2020, el equipo pasó a llamarse NTT Pro Cycling. O'Connor inició la temporada con una carrera por etapas en febrero, donde ganó la 4.ª etapa de la Estrella de Bessèges en la cima del difícil Mont Bouquet. Tras un período sin actuaciones destacables, reapareció en octubre en el Giro de Italia. Segundo de la 16.ª etapa en la que fue soltado en los últimos metros por su compañero de fuga Jan Tratnik, ganó en solitario al día siguiente en Madonna di Campiglio, después de haber dejado atrás a todos los integrantes de la escapada del día. Esta sería su primera victoria de etapa en una gran vuelta.

### 2021-: AG2R Citroën
En octubre de 2020, al día siguiente de su victoria de etapa en el Giro de Italia, Ben O'Connor se incorporó al equipo francés AG2R Citroën Team (a partir de 2024 denominado Decathlon AG2R La Mondiale Team) para 2021, firmando un contrato de una temporada. Unos meses más tarde, amplió su contrato con el equipo hasta 2024. En su primera participación en el Tour de Francia, ganó en la novena etapa, después de una escapada en solitario en el ascenso de Tignes.

## Palmarés
2016
- New Zealand Cycle Classic, más 1 etapa

2017
- 1 etapa de la Vuelta a Austria

2018
- 1 etapa del Tour de los Alpes

2020
- 1 etapa de la Estrella de Bessèges
- 1 etapa del Giro de Italia

2021
- 1 etapa del Tour de Francia

2022
- 1 etapa de la Volta a Cataluña
- Tour de Jura

2024
- Vuelta a Murcia
- 1 etapa del UAE Tour
- 2.º en la Vuelta a España, más 1 etapa
- 2.º en el Campeonato Mundial en Ruta

2025
- 1 etapa del Tour de Francia

## Resultados

### Grandes Vueltas y Campeonatos del Mundo
| Carrera         | Carrera         | 2015 | 2016 | 2017 | 2018 | 2019 | 2020 | 2021 | 2022 | 2023 | 2024 | 2025 |
| --------------- | --------------- | ---- | ---- | ---- | ---- | ---- | ---- | ---- | ---- | ---- | ---- | ---- |
|                 | Giro de Italia  | —    | —    | —    | Ab.  | 32.º | 20.º | —    | —    | —    | 4.º  | —    |
|                 | Tour de Francia | —    | —    | —    | —    | —    | —    | 4.º  | Ab.  | 17.º | —    | 11.º |
|                 | Vuelta a España | —    | —    | —    | —    | 25.º | —    | —    | 8.º  | —    | 2.º  | —    |
| Mundial en Ruta | Mundial en Ruta | —    | —    | —    | —    | —    | —    | —    | Ab.  | —    | 2.º  | —    |

—: no participa

Ab.: abandono

### Vueltas menores
| Carrera | Carrera                | 2015 | 2016 | 2017 | 2018 | 2019 | 2020 | 2021 | 2022 | 2023 | 2024 | 2025 |
| ------- | ---------------------- | ---- | ---- | ---- | ---- | ---- | ---- | ---- | ---- | ---- | ---- | ---- |
|         | Tour Down Under        | —    | —    | 32.º | 18.º | 20.º | —    | X    | X    | 6.º  | —    | —    |
|         | París-Niza             | —    | —    | —    | —    | —    | Ab.  | 12.º | Ab.  | —    | —    | 14.º |
|         | Tirreno-Adriático      | —    | —    | —    | —    | —    | —    | —    | —    | 13.º | 5.º  | —    |
|         | Volta a Cataluña       | —    | —    | 42.º | 11.º | Ab.  | X    | —    | 6.º  | 14.º | —    | 12.º |
|         | Vuelta al País Vasco   | —    | —    | —    | —    | —    | X    | 23.º | —    | —    | —    | —    |
|         | Tour de Romandía       | —    | —    | —    | —    | —    | X    | 6.º  | 5.º  | —    | —    |      |
|         | Critérium del Dauphiné | —    | —    | 46.º | —    | —    | 92.º | 8.º  | 3.º  | 3.º  | —    |      |
|         | Tour de Polonia        | —    | —    | 20.º | 25.º | 71.º | —    | —    | —    | —    | —    |      |

—: no participa

Ab.: abandono

## Equipos
- Navitas Satalyst Racing (2015)
- Avanti IsoWhey Sports (2016)
- Dimension Data/NTT (2017-2020)
  - Dimension Data (2017-2019)
  - NTT Pro Cycling (2020)
- AG2R[2] (2021-2024)
  - AG2R Citroën Team (2021-2023)
  - Decathlon AG2R La Mondiale Team (2024)
- Team Jayco AlUla (2025-)